# Nicole Chollet
Pour les articles homonymes, voir Chollet.
Nicole Chollet, née le 19 octobre 1914 à Paris dans le 16e arrondissement de Paris et morte le 13 octobre 2003 à Meaux, est une actrice française.

## Biographie
Nicole Chollet a commencé sa carrière théâtrale comme coryphée à la Comédie-Française, de 1942 à 1957.

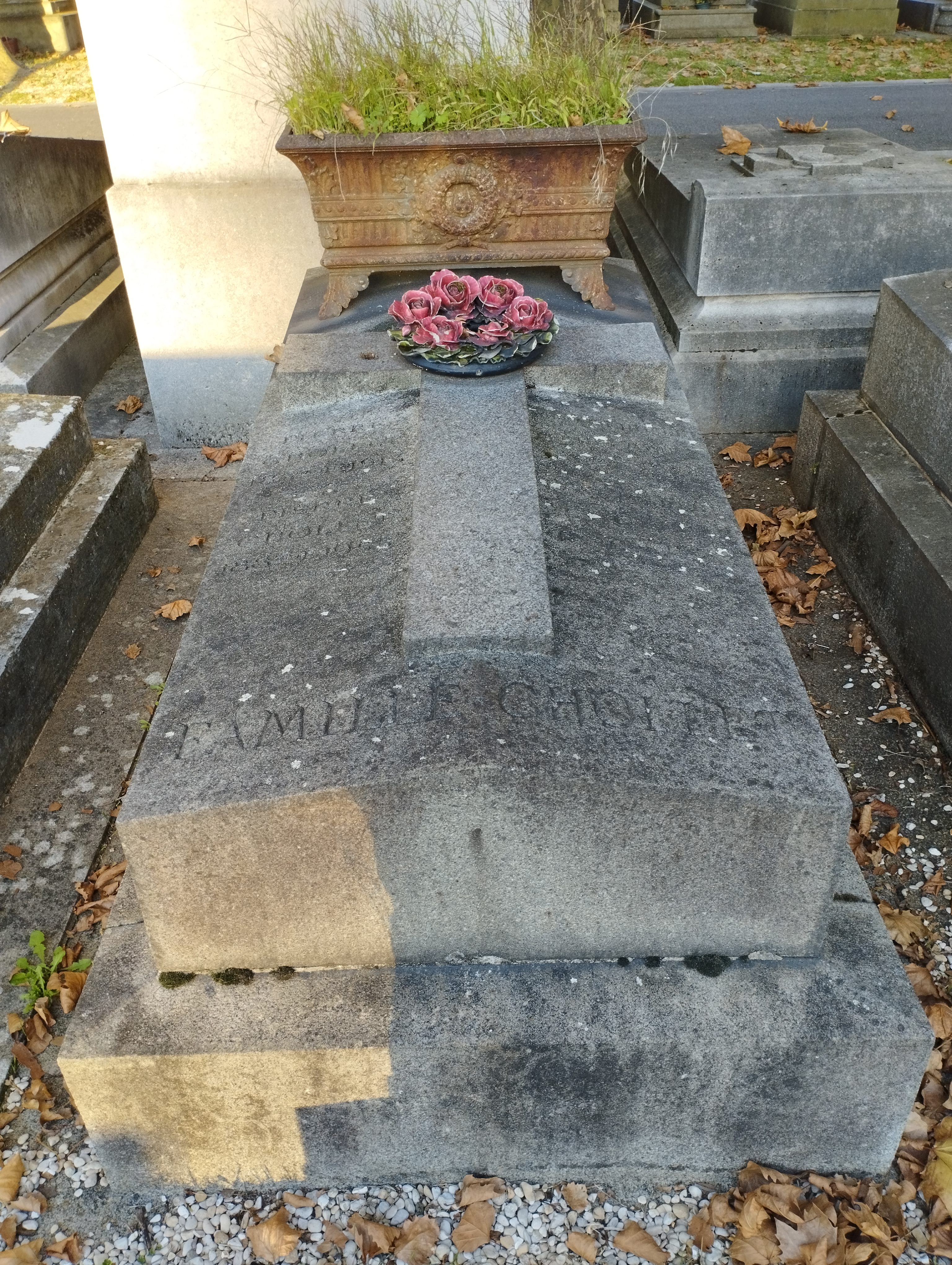
Tombe de Nicole Chollet au cimetière Pierre-Grenier de Boulogne-Billancourt.

Elle repose au cimetière Pierre-Grenier à Boulogne-Billancourt.

## Filmographie

### Cinéma
- 1943 : Le Val d'enfer  de Maurice Tourneur : Gustine
- 1943 : Le Corbeau de Henri-Georges Clouzot : La bonne des Vorzet
- 1946 : Le Capitan de Robert Vernay
- 1948 : Après l’amour de Maurice Tourneur : La bonne
- 1960 : Fortunat de Alex Joffé : Mme Dubroc, la cabaretière
- 1960 : La Française et l'Amour  de Michel Boisrond : La mère de Ginette
- 1961 : Les Mauvais Coups de François Leterrier
- 1961 : Les Livreurs de Jean Girault
- 1961 : Tout l'or du monde de René Clair et Claude Pinoteau : La patronne du café
- 1961 : Le Tracassin ou les plaisirs de la ville de Alex Joffé
- 1963 : Faites sauter la banque de Jean Girault : Une cliente
- 1963 : Le Magot de Josefa de Claude Autant-Lara : Une villageoise
- 1963 : Les Bricoleurs de Jean Girault : La paysanne aux bidons de lait
- 1963 : La Baie des anges  de Jacques Demy : Marthe, la gardienne
- 1964 : Requiem pour un caïd de Maurice Cloche
- 1964 : Le Jour d’après de Robert Parrish : La postière
- 1964 : Un monsieur de compagnie de Philippe de Broca : La voisine des parents d'Isabelle
- 1966 : Le voleur de Louis Malle : La patronne du restaurant
- 1967 : Le Franciscain de Bourges de Claude Autant-Lara : Clara
- 1974 : Deux grandes filles dans un pyjama de Jean Girault : La concierge
- 1977 : … Comme la lune de Joël Séria : La cliente de la boucherie
- 1978 : La Zizanie de Claude Zidi : Léontine, la servante
- 1990 : Tatie Danielle d’Étienne Chatiliez : Ginette Mauprivet

### Télévision
- 1961 : L'Alibi d'Albi de Pierre Vernier
- 1968 : La Boniface de Pierre Cardinal (Téléfilm) : Une femme
- 1968 : Don Juan revient de guerre de Marcel Cravenne (Téléfilm) : La voisine
- 1970 : Adieu Mauzac de Jean Kerchbron (Téléfilm) : La garde-barrière
- 1970 : La Brigade des maléfices, de Claude Guillemot (série télévisée) : La concierge
- 1970, 1978, 1981-1982 et 1985 : Au théâtre ce soir (série télévisée) : Jane Suchard / La femme de chambre / Honorine / Hélène / La caissière
- 1974 : Étranger, d'où viens-tu? (série télévisée) : Agnès
- 1975 : La Mort d'un touriste d'Abder Isker (série télévisée) : Maryvonne
- 1980 : Mon père avait raison de Paul-Robin Banhaïoun (Téléfilm) : Marie Ganion
- 1982 : Le Fou du viaduc de Guy Jorré (Téléfilm) : Mme Copet

### Publicités
- Liquide vaisselle Motiv
- Le bœuf (Quel punch le bœuf)

## Théâtre
- 1943 : Vidocq chez Balzac d’Émile Fabre d’après Honoré de Balzac, mise en scène Émile Fabre, Comédie-Française
- 1943 : Iphigénie à Delphes de Gerhart Hauptmann, mise en scène Pierre Bertin, Comédie-Française
- 1943 : Courteline au travail de Sacha Guitry, Comédie-Française
- 1943 : Le Soulier de satin de Paul Claudel, mise en scène Jean-Louis Barrault, Comédie-Française
- 1946 : Le Voyage de monsieur Perrichon d’Eugène Labiche et Édouard Martin, mise en scène Jean Meyer, Comédie-Française
- 1949 : Jeanne la Folle de François Aman-Jean, mise en scène Jean Meyer, Comédie-Française au Théâtre de l'Odéon
- 1950 : L’Arlésienne d’Alphonse Daudet, mise en scène Julien Bertheau, Comédie-Française au Théâtre de l'Odéon
- 1963 : Et l’enfer Isabelle ? de Jacques Deval, mise en scène Claude Sainval, Comédie des Champs-Élysées
- 1966 : Les Monstres sacrés de Jean Cocteau, mise en scène Henri Rollan, Théâtre des Ambassadeurs
- 1975 : La Poudre aux yeux de Eugène Labiche, mise en scène Jean Meyer, Théâtre des Célestins
- 1977 : Si t’es beau, t’es con de Françoise Dorin, mise en scène Jacques Rosny, Théâtre Hébertot
- 1978 : Mon père avait raison de Sacha Guitry, mise en scène Jean-Laurent Cochet, Théâtre Hébertot
- 1980 : Knock de Jules Romains, mise en scène Jean Meyer, Théâtre des Célestins
- 1980 : L’Arlésienne de Alphonse Daudet, mise en scène Jean Meyer, Théâtre des Célestins
- 1980 : Maison de poupée de Henrik Ibsen, mise en scène Jean Meyer, Théâtre des Célestins
- 1981 : Les Sorcières de Salem d’Arthur Miller, mise en scène Jean Meyer, Théâtre des Célestins
- 1982 : Un amour de femme, Paris
- 1982 : Un amour de femme, Lyon, décembre
- 1982 : Mon père avait raison de Sacha Guitry, mise en scène Jean Meyer, Théâtre des Célestins
- 1985 : La Prise de Berg-Op-Zoom de Sacha Guitry, mise en scène Jean Meyer, Théâtre des Célestins
- 1986 : La Prise de Berg-Op-Zoom de Sacha Guitry, mise en scène Jean Meyer, Théâtre des Nouveautés, Théâtre de la Michodière

## Doublage
- Heidi (téléfilm) de Tony Flaadt et Joachim Hess : Voix de la cuisinière